# Basilica di Nostra Signora Aparecida
La basilica di Nostra Signora Aparecida, ufficialmente santuario nazionale della basilica della Nostra Signora della Concezione Aparecida (in portoghese: Santuário Nacional da Basílica de Nossa Senhora da Conceição Aparecida), è un luogo di culto cattolico dedicato a Nostra Signora Aparecida, patrona del Brasile, e si trova nella città di Aparecida nello Stato di San Paolo.
È il più grande santuario mariano del mondo e, dopo quello di Guadalupe, è il più frequentato di tutta l'America Latina, con i suoi oltre sette milioni di visitatori ogni anno. Fu consacrata solennemente da papa Giovanni Paolo II nel 1980 durante la sua prima visita pastorale in Brasile, in seguito fu elevata al rango di basilica minore e nel 1984 dichiarata santuario nazionale del Brasile dalla Conferenza episcopale brasiliana.
Dal 22 ottobre 2016 la basilica è stata elevata al rango di cattedrale dell'arcidiocesi di Aparecida.

## Storia
Il culto risale al ritrovamento di una statuetta avvenuto nel 1717 ad Aparecida da parte di tre pescatori,  Domingos Garcia, Filipe Pedroso e João Alves. Sono molte le testimonianze di grazie e di miracoli che da allora le sono state attribuiti.
Intorno alla metà degli anni quaranta i missionari della Congregazione del Santissimo Redentore (o redentoristi), titolari della vecchia cattedrale del XVIII secolo dove era conservata la statua della Madonna Nera di Aparecida, sentirono la necessità di un nuovo edificio più grande per accogliere il numero sempre maggiore di pellegrini che venivano a pregare in un luogo da sempre considerato tra i più sacri per la devozione dei fedeli brasiliani.
Nel 1945 fu contattato per elaborare un progetto l'architetto Benedito Calixto Neto, che ideò una pianta a croce greca con navate di 40 metri di altezza e una cupola alta 70 metri. Il progetto fu accolto dalla commissione esaminatrice e poterono iniziare i lavori che durarono più di un trentennio. Nel '54 venne completato il terrapieno su cui nel novembre del 1955 venne iniziata la costruzione della navata nord, a cui seguirono il campanile, soprannominato "torre Brasilia" in onore del presidente Juscelino Kubitschek de Oliveira. Le opere successive furono la cupola centrale, terminata nel 1972, le navate sud, est, e ovest e per ultimo il transetto.

## Dimensioni

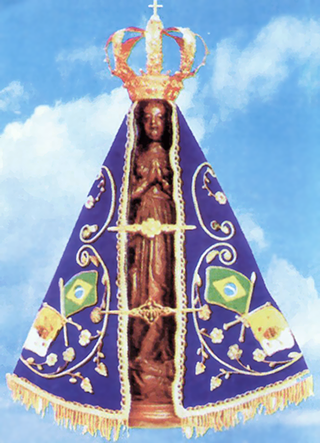
La statua della Madonna Nera di Aparecida

| Torre Brasília   | 100 m di altezza |
| Cupola centrale  | 70 m di altezza  |
| Altezza navata   | 40 m             |
| Area edificata   | 23.000 m²        |
| Area coperta     | 18.000 m²        |
| Volume interno   | 40.000 m³        |
| Capacità interna | 45.000 persone   |

## Visite pastorali
- Giovanni Paolo II (1980, 1991)
- Benedetto XVI (2007)
- Francesco (2013)